# Ла-Фальда (Кордова)
Ла-Фа́льда (исп. La Falda) — город в департаменте Пунилья аргентинской провинции Кордова. Город расположен за 78 км от Кордовы и 800 км от Буэнос-Айреса. Является курортным городком горного региона Сьеррас-де-Кордова.

## География
Ла-Фальда расположена у подножия двух невысоких гор — Эль-Квадрадо (1500 м) и Ла-Бандерита (1450 м), которые входят в состав горного пасма Сьеррас-Чикас, которое в свою очередь является частью горной системы Сьеррас-де-Кордова. Город находится в флювиальной долине Пунилья. Ла-Фальду огибает река Рио-Гранде-де-Пунилья, на которой расположено местное водохранилище.
Город расположен в зоне сейсмичности средней активности. Последние крупные землетрясения здесь были:
- 16 января 1947 года — 5,5 баллов по шкале Рихтера
- 28 марта 1955 года — 6,9 баллов по шкале Рихтера

Каждый год в городе проводятся учения по гражданской обороне, где население обучают правильно вести себя во время землетрясения.

## История
Поблизости от Ла-Фальды были выявлены следы древней каменной культуры под названием Аямпитин, которая, как показали результаты дальнейших раскопок, была распространена также на провинцию Сан-Луис. Археологические находки показывают, что культура Аямпитин существовала уже в 6 тысячелетии до н. э. Её экономика базировалась на охоте на оленей и гуанако, а также собирании зёрен, которые потом дробили в плоских жерновах из камня.
Ко времени прибытия сюда испанцев в XVI веке эта территория была местом проживания для этнической группы Комечингон. С 1537 года местность, где ныне находится Ла-Фальда, исследовалась испанскими конкистадорами.
До начала XX века место, где сейчас расположен город Ла-Фальда, имело название имение Ла-Сулема в честь Сулемы Лаприды, жены владельца этих земель, известного врача, юриста и инженера Хуана Бьялета Массе. Согласно сельскохозяйственной переписи 1895 года в имении постоянно проживало лишь несколько человек.
В 1892 году в этой местности была построена железнодорожная ветка до Кордовы. Вскоре после появления железной дороги здесь возникает поселение. Оно окружает отель «Эдем» (исп. Hotel Edén), открытый в 1898 году. В первые десятилетия XX века он был популярным и дал жизнь не только туризму в этом районе, а и самому городу Ла-Фальда, поскольку город первоначально был построен на земле, принадлежавшей хозяевам отеля.
Первым владельцем отеля был Роберто Бальке, который купил тысячу гектаров земли в 1892 году и начал строительство отеля. В 1900 году специально для посетителей гостиницы была открыта железнодорожная станция Ла-Фальда.
Расцвет отеля пришелся на времена руководства им братьев-немцев Вальтера и Бруно Айхгорн, которые купили его в 1912 году. В отеле было сто комнат, гольф, сады с растениями, привезёнными из разных частей света; отель часто посещался людьми высшего света того времени, что сделало его известным, что в свою очередь способствовало разрастанию города Ла-Фальда. Отель «Эдем» принимал таких гостей как: Рубен Дарио, Хосе Фигероа Алькорта, Хулио Рока, Альберт Эйнштейн, Эрнесто Че Гевара и многих других.
В 1913 году владелец отеля Айхгорн выражает намерения сформировать городок на своих землях. Эту дату иногда считают годом основания города, хотя она никак официально не утверждена.
В 1914 году в поселении появляются первые почтовые курьеры, предшественники почты.
Муниципалитет Ла-Фальда был создан в 1934 году. Первым мэром стал Хорхе Копельо.
После объявления Аргентиной войны Германии в 1944 году отель «Эдем» национализировало аргентинское правительство, поскольку существовали причины думать, что его владельцы поддерживали Гитлера. В отеле была создана тюрьму для немецких и японских дипломатов. Однако уже в 1947 году Перон вернул отель бывшим владельцам, но они почти сразу его продали и с тех пор отель не использовался.
6 декабря 1969 года Ла-Фальде предоставляют статус города.
В течение XX века город Ла-Фальда формирует конурбацию с ближайшими горными общинами: Валье-Эрмосо (Аргентина), Уэрта-Гранде, Вилья-Джардино, Ла-Кумбре (Аргентина), объединёнными главным образом железной дорогой и национальной автодорогой № 38.
В 1988 году отель «Эдем» был объявлен памятником местного значения, хотя к тому времени всё внутреннее убранство было практически уничтожено. После реконструкции с 2006 года отель функционирует как музей.

## Население
Согласно данным переписи 2010 года в городе Ла-Фальда насчитывалось 16 335 жителей, что на 8 % больше в сравнении с предыдущей переписью населения (2001). Ла-Фальда вместе с окружающими населёнными пунктами образует агломерацию, которая называется Ла-Фальда — Уэрта-Гранде — Валье-Эрмосо и общее число населения которой составляет 36 202 жителей (2012). Некоторые исследователи также включают Ла-Фальду в состав городской агломерации Большая Кордова с населением почти 2 млн человек.

## Климат
Климат Ла-Фальды умеренный с чётко выраженными временами года. Зимы умеренно холодны и сухи; температура может опускаться до −7°С. Снегопады случаются почти каждый год, но они обычно не сильны из-за недостатка влаги в это время года. Летом обычно жарко и частые дожди, нередко с грозами и градом. В августе преобладают сильные северные ветры, которые вместе с типичной для этого сезона засухой часто приводят к лесным пожарам.

## Экономика
Основой экономики Ла-Фальды является туризм. Город находится в долине Пунилья, которая является вторым по посещаемости направлением внутреннего туризма в Аргентине. Этому способствуют как живописные местные пейзажи (горы, леса, озёра), так и развитая туристическая инфраструктура: гостиничные комплексы, рестораны, музеи и тому подобное. Основная коммерческая активность группируется вокруг главной туристической улицы — проспекта Эдем.
В Ла-Фальде ежегодно в июле проходит известный Национальный фестиваль танго, благодаря которому город известен как кордовская столица танго. Каждый октябрь в городе проводится Фестиваль альфахоров — традиционного десерта аргентинской кухни. В апреле происходит рок-фестиваль La Falda Rock. Эти мероприятия привлекают большое количество туристов.
Главными туристическими достопримечательностями в Ла-Фальде являются:
- отель «Эдем»
- Семь каскадов — природный парк с большим публичным бассейном
- El Silenco — колониальный особняк XVII века, где можно наблюдать и ловить форель. Он расположен в 10 км от центра города
- Tatu Carreta — экологический парк и зоопарк в стиле сафари-парка в 8 км от центра города по дороге в Кордову
- Пампа Олаэн — местность, где находится живописный водопад, а также иезуитская часовня 1750 и археологические раскопки культуры Аямпитин 6 тыс. до н. э.
- Пещеры Эль-Саусе длиной около 1000 м
- Иезуитская миссия Ла-Канделария, которая вместе с иезуитским кварталом Кордовы включена в список объектов мирового наследия ЮНЕСКО в Аргентине
- Музей игрушечных железных дорог
- Часы с кукушкой — одни из крупнейших в мире
- Национальный парк Кебрада-дель-Кондорито[англ.]

- Отель «La Asturiana»
- Городская церковь
- Часы с кукушкой
- Водопады Семь каскадов
- Водопад Олаэн
- Пещеры Эль-Саусе

Кроме туризма, в Ла-Фальде развита добывающая промышленность — к западу от города добывают гранит и негашеную известь.
Сельскохозяйственные угодья представлены небольшими наделами общей площадью несколько гектаров. Также в городе есть ферма, где выращивают кроликов.

## Транспорт
Основным путём автомобильного сообщения с Ла-Фальдой остаётся национальная автотрасса № 38, которая ныне имеет серьёзные проблемы с пропускной способностью и часто страдает от заторов. Также через город проходит провинциальная автотрасса E57, которая была проложена в 2011 году и объединяет Ла-Фальду с Кордовой и соседними городками. До многих городов Аргентины из Ла-Фальды можно добраться рейсовыми автобусами, в городе работает автовокзал.
Через город Ла-Фальда проходит железнодорожная ветка от Кордовы до Крус-дель-Эхе, которая оказывает услуги пассажирских перевозок.